# 2 Armia (Carstwo Bułgarii)
2 Armia (bułg. Втора армия) – bułgarski związek operacyjny okresu Trzeciego Carstwa z lat 1912–1945.

## Formowanie i działania

### Wojny bałkańskie
Napięte stosunki międzynarodowe na Bałkanach spowodowały, że car Bułgarii Ferdynand I 30 września 1912 ogłosił powszechną mobilizację. W jej ramach zorganizowana została między innymi 2 Armia pod dowództwem gen. lejt. Nikoły Iwanowa. Licząca 122 748 żołnierzy 2 Armia rozwinęła się wzdłuż granicy z Turcją w rejonie na wschód od Chaskowa po obu brzegach rzeki Marica. Zadaniem armii było izolowanie sił tureckich rozmieszczonych w twierdzy w Adrianopolu.
30 maja 1913 został podpisany traktat pokojowy między Imperium Osmańskim a państwami bałkańskimi kończący I wojnę bałkańską. Nie zlikwidował on jednak napięcia na Bałkanach. Wśród niedawnych sojuszników z całą ostrością ujawniły się sprzeczności w kwestii podziału wyzwolonych terytoriów. Nie widząc innego sposobu jego rozwiązania, Bułgaria zdecydowała się zaatakować swoich dotychczasowych aliantów, a dowództwo Armii Polowej przystąpiło do mobilizacji wojsk i ich przerzutu na nowy teatr działań wojennych. Oddziały zajęły stanowiska kordonem wzdłuż linii rozgraniczającej pozycje wojsk greckich, serbskich i bułgarskich od wybrzeża Morza Egejskiego po Dunaj. Najbardziej na południe wysunięta była 2 Armia gen. lejt. Iwanowa, która została skoncentrowana naprzeciwko wojsk greckich, w rejonie Dojran–Kawala. Miała ona prowadzić działania na południu w Macedonii Egejskiej w ogólnym kierunku na Saloniki.

Operacja rozpoczęła się w nocy z 29 na 30 czerwca atakiem wojsk bułgarskich w Macedonii. Z powodu sprzecznych rozkazów i chaosu decyzyjnego działania 2 Armii przyjęły postać nieskoordynowanych akcji. Armia, po serii walk stoczonych z Grekami od 3 do 5 lipca w rejonie Kilkis – Lahanas, została zmuszona do odwrotu. W kolejnych tygodniach sytuacja stawała się coraz cięższa i 21 lipca car Bułgarii poprosił króla Rumunii o pośrednictwo w sprawie jak najszybszego zawarcia pokoju. 30 lipca w Bukareszcie rozpoczęły się rokowania pokojowe, a dzień później weszło w życie zawieszenie broni. Po podpisaniu pokoju w Bukareszcie car Ferdynand I ogłosił demobilizację armii. Wykonując rozkaz o demobilizacji, w sierpniu 1913, rozformowano sztab armii.

### I wojna światowa
W świetle narastającego zagrożenia wojennego, na początku lipca 1914 w sztabie Armii Bułgarskiej rozpoczęto prace nad uaktualnieniem planów mobilizacyjnych.
Po zmobilizowaniu, 2 Armia gen. lejt. Georgi Todorowa została rozmieszczona nad granicą z Serbią i skoncentrowała się w rejonie: Kiustendił – Gorna Dżumaja, a jej zadaniem było prowadzić natarcie w pasie o szerokości 210 km w kierunku na Kumanowo.

14 października 1915 wojska bułgarskie rozpoczęły ofensywę w Macedonii. 2 Armia bułgarska, działając na pomocniczym kierunku, głównymi siłami prowadziła natarcie w kierunku na Skopje, z zadaniem przerwania jak najszybciej biegnącej doliną rzeki Morawy linii telegraficznej i kolejowej łączącej Serbię z Grecją oraz osłony lewego skrzydła nacierających wojsk. Górzysty teren powodował, że działania w pasie natarcia przyjęły postać odosobnionych walk prowadzonych co najwyżej siłami dywizji lub pułku.
2 Armia rozpoczęła zaczepną operację owczopolską w całości kierowaną przez bułgarską Kwaterę Główną. Po dwóch dniach walk przełamała pozycje Serbów w pasie przygranicznym; żołnierze 3 Bałkańskiej DP przerwali biegnącą na południe linię kolejową łączącą Serbię z Grecją, a do końca października zajęli Kumanowo oraz Skopje. Walcząca bardziej na południe 7 Rilska DP opanowała Carevo Selo i położone nad rzeką Bregalnicą u zbiegu kotlin Koczansko Pole i Owcze Pole Sztip. Dywizja Kawalerii osiągnęła rzekę Wardar i zdobyła Wełes. Aktywnego wsparcia oddziałom armii udzieliły czety Wewnętrznej Macedońsko-Odrinskiej Organizacji Rewolucyjnej operujące na tyłach wojsk serbskich. W ten sposób 9 listopada 2 Armia wykonała postawione przed nią zadanie i zeszła w dolinę rzeki Wardar.
W związku z zagrożeniem, jakie powstało w wyniku wylądowania w Salonikach jednostek brytyjsko-francuskiego korpusu ekspedycyjnego, 2 Armia została podzielona na dwie części. Jej prawe skrzydło (w tym 3 Bałkańska DP), pod dowództwem szefa sztabu armii, w ramach kosowskiej operacji zaczepnej kontynuowało natarcie w kierunku północnym na Prisztinę. Lewe skrzydło (w tym 7 Rilska DP i DK) zabezpieczało południowy odcinek frontu od strony Grecji. W celu wzmocnienia, do dyspozycji jej dowódcy zostały przekazane nowo sformowana 11 Macedońska DP i 5 Dunajska DP z 3 Armii. Nieco później siły armii zostały wzmocnione dodatkowo: 2 Tracką, 6 Bdinską i 8 Tundżanską DP ze składu 1 Armii.

Kontynuując natarcie, oddziały prawego skrzydła 2 Armii, we współdziałaniu z 1 Armią, realizowały w ramach operacji kosowskiej „ścieśnienie terenu działań”, z zadaniem ostatecznej likwidacji armii serbskiej.
W pościgu za wycofującymi się oddziałami serbskimi, 29 listopada 3 Bałkańska DP zdobyła Prizren, gdzie w ręce Bułgarów trafiło ok. 60 tys. jeńców, 148 samochodów i 60 armat. W następnych dniach opanowane zostały: Djakowica, Dibra (alb. Dibrës), Ochryda i Monastyr. Mimo to, oddziałom armii Państw Centralnych nie udało się zamknąć w okrążeniu i zniszczyć wojsk serbskich, a kosowska operacja zakończyła się z operacyjnego punktu widzenia niepowodzeniem.
14 października 1915 na Froncie Salonickim pojawił się brytyjsko-francuski korpus ekspedycyjny, a 17 października czołowe oddziały korpusu gen. Maurice Sarraila dotarły do położonej w środkowym biegu rzeki Wardar w odległości 165 km od Salonik wsi Kriwolak. Tu zostały zatrzymane przez 45. i 54 pułk piechoty 7. Rilskiej DP. W wyniku trwających od 3 do 23 listopada walk, oddziały francuskie zostały odrzucone na lewy brzeg rzeki Crna. 27 listopada rozpoczęło się powolne wycofywanie oddziałów korpusu ekspedycyjnego z Serbii. W czasie jego trwania Bułgarzy w bitwie pod Kosturino zadali duże straty 10 Irlandzkiej DP, która osłaniała prawe skrzydło wycofujących się oddziałów francuskich. 6 grudnia jednostki bułgarskie dotarły do granicy greckiej i zamierzały kontynuować pościg za wycofującymi się oddziałami francuskimi i brytyjskimi. Niemieckie Naczelne Dowództwo zabroniło jednak oddziałom bułgarskim przekraczania granicy.
Na początku 1916, po konferencji w Niszu, dowództwo niemieckie wycofało gros swoich jednostek z Bałkanów, a wojska bułgarskie zostały rozmieszczone nad granicą grecką, blokując oddziały Ententy zgrupowane w Salonikach. Na lewym skrzydle zgrupowania obronnego znajdowała się 1 Armia bułgarska, w składzie 8 Tundżanskiej DP i 3 Bałkańskiej DP (bez 2 BP), w centrum 11 Armia niemiecka, w składzie niemieckiej 101 DP oraz trzech dywizji bułgarskich: 2 Trackiej, 5 Dunajskiej i 9 Plewneńskiej DP, a na prawym skrzydle 2 Armia bułgarska, w składzie 7 Rilskiej DP, 11 Macedońskiej DP i 2 Brygady Piechoty z 3 Bałkańskiej DP oraz Dywizji Kawalerii. Na południu rozmieszczona była 10 Białomorska DP, z zadaniem obrony wybrzeża Morza Egejskiego. W odwodzie znajdowały się natomiast 1 Sofijska i 6 Bdinska DP, które jednocześnie pełniły rolę wojsk okupacyjnych w północnej Macedonii. W sumie siły te stanowiły równowartość 207 batalionów piechoty, 29 szwadronów kawalerii i 206 baterii artylerii. Ogólne dowództwo nad 1 Armią bułgarską i 11 Armią niemiecką spoczywało nadal w rękach niemieckiego feldmarszałka Augusta von Mackensena, natomiast dowodzenie 2 Armią bułgarską pozostawało w gestii Kwatery Głównej Armii Bułgarskiej. Celem poprawy położenia, 26 maja 7 Rilska DP przejęli kontrolę nad znajdującym się kilkanaście kilometrów w głąb terytorium Grecji wąwozem Rupel w dolinie rzeki Struma. Jego opanowanie miało ważne znaczenie dla obrony tego odcinka frontu, jako że przez oddaloną o 11 km na północ od miejscowości Sidirokastro dolinę przebiegała ważna strategicznie droga w kierunku Sofii.

10 sierpnia, po trwającym dwa dni ostrzale artyleryjskim, wojska Ententy przeszły do działań zaczepnych na odcinku między rzeką Wardar a jez. Dojran. Mimo dużych strat, 2 BP ze składu 2 Trackiej DP odparła zarówno tan atak jak i natarcia prowadzone w dniach następnych. Sukces ten skłonił bułgarskie dowództwo do przeprowadzenia operacji zaczepnej siłami 1. i 2 Armii. 17 sierpnia natarcie na kierunku trackim rozpoczęła 2 Armia i wobec słabego oporu wojsk Ententy w ciągu sześciu dni jej oddziały, wzmocnione 10 Białomorską DP, opanowały wschodni brzeg Strumy i zajęły Serres, Dramę i Kawalę. 23 sierpnia bułgarskie oddziały zakończyły działania zaczepne na tym odcinku frontu i przeszły do obrony wzdłuż rzeki Strumy.
12 września wojska Ententy przeszły do natarcia. Na kierunku trackim oddziały brytyjskie prowadziły działania demonstracyjne w dolinie rzeki Struma. 3 października 10 Iirlandzka DP zdobyła wieś Yeniköy bronioną przez 13 pp ze składu 7 Rilskiej DP. Dzień później Brytyjczycy przeszli do obrony. W połowie października oddziały bułgarskie na tym odcinku frontu zostały wzmocnione tureckim XX Korpusem w składzie dwóch dywizji piechoty. Mimo podejmowanych prób nie udało się jednak już odzyskać utraconego terenu.
W następnym roku Armia, dowodzona od grudnia 1917 przez gen. mjr. Iwana Conewa Łukowa, borykała się z dużymi problemami dyscyplinarnymi. Na początku 1918 przypadki odmowy wykonania rozkazu stawały się coraz częstsze. Wpływ na to miała działalność agitacyjna prowadzona w szeregach wojska przez członków i sympatyków marksistowskiej frakcji Bułgarskiej Robotniczej Partii Socjaldemokratycznej. Coraz częściej dochodziło także do konfliktów pomiędzy oficerami niemieckimi i bułgarskimi.

Wiosną 2 Armia rozmieszczona była na zachód do rzeki Strumy. W jej skład wchodziły trzy dywizje piechoty – łącznie liczyła 48 batalionów i 251 dział.
Latem 1918 Armia „Wschód” otrzymała dyrektywę w sprawie przygotowania ofensywy. Głównym celem przygotowywanej operacji zaczepnej było zniszczenie „możliwości obronnych” bułgarskiej armii i wyzwolenie terytoriów okupowanych w Serbii i Grecji. Na głównym kierunku miały nacierać dwie armie serbskie wsparte dwoma dywizjami francuskimi i ciężką artylerią.

Rankiem 14 września w pasie od jeziora Ochrydzkiego do jeziora Dojran rozpoczęło się trwające 22 godziny przygotowanie artyleryjskie. W dniu następnym rozpoczął się szturm bułgarskich pozycji. 2 Armia serbska, wzmocniona dwoma dywizjami francuskimi, uderzyła w styk 2 Trackiej i 3 Bałkańskiej DP. Zacięte walki rozgorzały o położone na północ od koryta rzeki Crna wzgórza: Dobro Pole, Sokol i Weternik bronione przez cztery bułgarskie 10., 30., 32. i 29 pułki piechoty. Główny wysiłek obrony skupiony był w centrum wzgórza Dobro Pole, które blokowało dostęp Aliantom do doliny Wardaru. Na prawym skrzydle serbska Szumandyjska DP zaatakowała broniony przez 32. Zagorski pp Weternik, francuska 17 Dywizja Kolonialna nacierała w centrum na pozycje 29 Jambolskiego pp, a 122 DP zaatakowała pozycje bronione przez 10 Rodopski i 30 Szejnowski pp między wzgórzami Dobro Pole i Sokol. W pasie obrony 2 Trackiej DP oddziały francuskie użyły miotaczy ognia. Szczególnie duże straty poniósł 30 Szejnowski pp ze składu 3 Trackiej DP. Oddziały Ententy opanowały wzgórza Weternik i Dobro Pole i włamały się na odcinku o szerokości 25 km na 15 km w głąb bułgarskiej obrony. Pomimo podjętych prób kontrataku wykonanych przez oddziały drugorzutowe, nie udało się już odzyskać utraconych pozycji. O świcie drugiego dnia walk oddziały serbskie i francuskie wznowiły natarcie. W jego efekcie zdobyte zostało wzgórze Sokol i wzgórze Kozjak.

W nocy z 16 na 17 września jednostki bułgarskie wycofały się na trzecią pozycję obronną. Tymczasem rano 17 września, w wyniku nieporozumienia pomiędzy dowódcą LXI Korpusu gen. lejt. Karlem Friedrichem Surenem, a dowódcą 2 Trackiej DP, ten ostatni, nie informując sąsiadów, zarządził opuszczenie pozycji obronnych i wycofanie swoich oddziałów na północny-zachód za rzekę Crnę. Decyzja ta, podjęta bez wyraźnego zagrożenia ze strony przeciwnika, wywołała panikę wśród bułgarskich żołnierzy. Konsekwencją tych wydarzeń było także wycofanie jednostek 3 Bałkańskiej DP na północny-wschód. W tak powstałą lukę wdarły się oddziały serbskie, które rankiem 17 września ostatecznie przełamały trzecią pozycję obrony na południe od wzgórza Kuczkow Kamen.

## Struktura organizacyjna
Stan w październiku 1912:
- dowództwo armii
- 3 Bałkańska Dywizja Piechoty
- 8 Tundżanska Dywizja Piechoty
- 2 Brygada Kawalerii
- 3 pułk artylerii polowej
- 2 dywizjon artylerii haubic

Stan w czerwcu 1913:
- dowództwo armii
- 6 Bdinska Dywizja Piechoty
- 11 Dywizja Piechoty
- 2 BP z 3 Bałkańska Dywizja Piechoty
- 3 BP z 3 Bałkańska Dywizja Piechoty
- 1 BP z 10 Zbiorczej Dywizji Piechoty
- Dramska Brygada Piechoty
- Serska Brygada Piechoty

Stan we wrześniu 1915:
- dowództwo armii – gen. lejt. Georgi Stojanow Todorow
- 3 Bałkańska Dywizja Piechoty,
- 7 Rilska Dywizja Piechoty,
- Dywizja Kawalerii,
- 7 pułk pospolitego ruszenia,
- 3. i 7 pułk łączności przewodowej,
- trzy bataliony straży granicznej,
- szwadron żandarmerii,
- kompania kolarzy,
- 2 armijny park telegraficzny
- oddział reflektorów
- oddział samochodowy.

Ogółem w 2 Armii : 66 batalionów piechoty, 59 baterie artylerii oraz 20 ½ szwadronu kawalerii. Łącznie w jej szeregach znalazło się: 3110 oficerów i 133 087 podoficerów i szeregowych.